# Golgi
Golgi (gr. Golgoi) – starożytne miasto na Cyprze, według legendy założone przez syna Afrodyty i Adonisa – Golgosa. Było kolonią Sikionu i ważnym ośrodkiem kultu Afrodyty – słynęło z prastarej świątyni tej bogini.